# Посёлок (КНР)
Посёлок (кит. упр. 镇, пиньинь zhèn, палл. чжэнь) — административная единица волостного уровня в Китайской Народной Республике.
До образования КНР в Китае не было чёткого определения понятия «посёлок». В 1954 году к «посёлкам» относилось порядка 5400 населённых пунктов.
В 1955 году Госсовет КНР утвердил «Правила установления городов и посёлков», согласно которым «посёлком» назывался населённый пункт, в котором имелось не менее 2000 человек постоянного населения, из которых не менее 50 % не были крестьянами. С 1964 года «посёлком» стал считаться населённый пункт, в котором имелось не менее 3000 человек постоянного населения, из которых не менее 70 % не были крестьянами; либо населённый пункт, в котором имелось от 2500 до 3000 человек постоянного населения, из которых не менее 85 % не были крестьянами. В 1978 году в КНР имелось 2173 посёлка.
29 ноября 1984 года Госсовет КНР изменил критерии, на основании которых административную единицу можно признать «посёлком». Теперь «посёлком» считается волость, удовлетворяющая одному из следующих условий:
- население всей волости не более 20 000 человек, из них крестьян — не более 2000 человек;
- население всей волости более 20 000 человек, из них крестьян — не более 10 %;
- в местах проживания национальных меньшинств, малонаселённых пограничных или горных районах, районах кустарной добычи руды, небольших гаванях, районах туристских достопримечательностей, пограничных портах населённые пункты при необходимости могут быть учреждены в статусе «посёлка», даже если численность крестьян в них превышает 2000 человек.

В настоящее время в КНР имеется порядка двадцати тысяч «посёлков».